# Murder Inc., Las Vegas
Murder Inc., Las Vegas est le 32e roman de la série SAS, écrit par Gérard de Villiers et publié au 4e trimestre 1973 chez Plon / Presses de la Cité. Comme tous les SAS parus au cours des années 1970, le roman a été édité lors de sa publication en France à 100 000 exemplaires.
L'action se déroule en 1973 aux États-Unis (Las Vegas, Washington DC) et au Mexique (Basse-Californie).

## Personnages

### Personnages liés à l'État américain
- Malko Linge : Autrichien, « agent contractuel » de la CIA, héros du roman.
- David Wise : directeur-adjoint de la Division des opérations secrètes à la CIA.
- John Gail : conseiller politique du président Nixon.

### Personnages mafieux
- Bunny Capistrano : principal mafieux de Las Vegas et directeur d'un casino célèbre.
- « Ice-Pick » Joe : homme de main de Bunny Capistrano.
- Kenny : Hawaïen de type asiatique ; homme de main et chauffeur de Bunny Capistrano.
- Tom Hennigan : shérif de Las Vegas.
- Tony Capistrano : frère de Bunny Capistrano.

### Autres personnages
- Henry Durango : journaliste.
- Mike Rabelais : avocat de Bunny Capistrano.
- Sandy : maîtresse de Bunny Capistrano et de Mike Rabelais.
- Cyntia Cyntia[1] : entraîneuse à Las Vegas.
- Bryan : jeune jardinier d'un cimetière.
- Doina (« Juliet ») : prostituée, stripteaseuse, héroïnomane.
- Gilpatrick : médecin à Las Vegas.
- Falher Crawley : maire de Las Vegas.
- Samuel Rosenberg : district attorney de Las Vegas.

## Résumé

### Début du roman
À Washington, Malko Linge est convoqué, avec David Wise (directeur des opérations spéciales à la CIA), au bureau de John Gail, le conseiller politique du président Nixon. Malko se voit confier une mission apparemment facile : convoyer de New York à Las Vegas une mallette contenant 200 000 dollars et la remettre à une personne qui lui sera désignée par la suite (chapitre 1er).
Pendant ce temps, à Las Vegas, le journaliste Henry Durango fait une filature de Bunny Capistrano, le principal mafieux de la ville, directeur d'un casino célèbre et d'un immense hôtel. Il photographie Bunny en compagnie d'une autre personne. Mais son activité de paparazzi est découverte et il est pourchassé. Il se réfugie dans son hôtel mais fait l'objet d'un ultimatum : ou bien il remet le film de la pellicule et recevra au surplus 50 000 dollars, ou bien il refuse de collaborer et il sera « sanctionné » (chapitre 2).
Ayant jusqu'à présent une réputation de looser, Henry Durango décide de transmettre le film au journal californien qui l'emploie. Il tente d'abord de contacter la police locale et le FBI, mais sans succès, puis de quitter Las Vegas par avion, mais en vain. Avant de se faire attraper par la garde rapprochée de Bunny Capistrano, il a le temps de mettre son appareil photo chez un prêteur sur gage et de cacher le ticket de reçu dans le sac d'une femme inconnue (chapitre 3).
Se rendant à Las Vegas, Malko remet la précieuse mallette à son destinataire, Bunny Capistrano. Ce dernier prend très mal la remise de l'argent et ordonne à Malko de reprendre la mallette, de retourner à Washington et de restituer la mallette à John Gail. Malko retourne donc à Washington avec la mallette, sans connaître les tenants et aboutissants de l'affaire (chapitre 4).

### Aventures
Fait prisonnier, Henry Durango est interrogé et torturé par les mafieux mais se tait : il sait qu'il sera assassiné dès qu'il aura parlé. Il est emmené par Bunny et ses hommes dans le désert pour une nouvelle séance d'interrogatoire et de torture en plein soleil. Il meurt au cours de l'équipée. Les mafieux l'enterrent dans le sable. Bunny est ennuyé car il n'a pas récupéré les photos compromettantes (chapitre 5).
Pendant ce temps, à Washington, Malko apprend que la mallette contenait l'équivalent de la contribution qu'avait donnée Capistrano au comité de réélection de Nixon lors de la campagne électorale de 1972. Or Malko apprend que Nixon avait signé, deux ans auparavant, un « Executive order » autorisant la grâce et donc la libération de Tony Capistrano, frère de Bunny Capistrano. Tony était censé être en stade terminal d'un cancer au poumon, et sa libération pour motif médical et humanitaire avait été sollicitée par Mike Rabelais, l'avocat de Bunny. Tony était mort 45 jours après être sorti de prison. Or une rumeur circule dans les médias locaux selon laquelle Tony ne serait pas mort et aurait été vu à Las Vegas. Afin que le président Nixon, alors empêtré dans l'affaire du Watergate, ne soit pas accusé d'avoir libéré un mafieux contre le versement d'une somme de 200 000 dollars, et ce mafieux étant peut-être vivant, John Gail a estimé prudent de rembourser la somme en question. John Gail confie une nouvelle mission à Malko, bien plus difficile que la précédente : retourner à Las Vegas et vérifier si Tony Capistrano est mort, ou vivant (chapitre 6).
Le cadavre d'Henry Durango est retrouvé par la police locale. De retour à Las Vegas, Malko revoit Bunny Capistrano et lui indique qu'il a restitué l'argent à John Gail. Il explique son retour en affirmant qu'il veut dépenser à Las Vegas la somme de 40 000 perçue à titre de commission pour ses bons services. Le lendemain, Malko visite les cimetières de la ville pour trouver l'éventuelle tombe de Tony Capistrano. Dans le dernier cimetière, un jeune jardinier (Bryan) la lui désigne. La tombe indique les dates de naissance et de mort de Tony : 07.01.1909 – 15.08.1971 (chapitre 7).
Le soir, dans un casino, Malko rencontre la belle Cyntia, qu'il avait déjà croisée dans L'Héroïne de Vientiane. Elle lui explique pourquoi elle a quitté le Laos et comment elle s'est retrouvée entraîneuse à Las Vegas, en situation d'échec. Les deux ont une relation sexuelle torride. Plus tard, Malko est invité par Bunny à une « soirée spéciale ». À l'issue de cette soirée, Malko est « enlevé » par Capistrano (chapitre 8).
Emmené dans une casse automobile et installé dans le coffre d'une voiture destinée à être compressée, le mafieux lui fait croire pour l'effrayer qu'il va être compressé. En réalité il s'agit d'un avertissement de Bunny : Malko doit cesser d'enquêter sur Tony sinon il mourra. Mais cette aventure nocturne incite Malko à persévérer dans son enquête, d'autant plus qu'il a maintenant la certitude que Tony est vivant (chapitre 9).
Malko utilise la beauté de Cyntia pour entrer en relation avec Mike Rabelais, l'avocat véreux de Bunny Capistrano. Puis Malko et Cyntia se rendent au funérarium où Tony aurait été incinéré. Faisant entrer le jeune Bryan dans un cercueil, il fait mine de vouloir l'incinérer. Le jeune homme avoue qu'il est probable que Tony est encore vivant : lors de l'incinération, Bunny rayonnait de joie (chapitre 10).
Puis Malko rencontre le docteur Gilpatrick qui avait signé le certificat d'inhumation. De retour chez Mike Rabelais avec Cyntia, Malko apprend par Sandy Jones, la maîtresse de Rabelais et de Bunny, que le mafieux avait proposé cinquante mille dollar à Henry Durango en échange de photos volées. À ce moment-là, Malko comprend que par hasard il dispose d'une piste sérieuse pour retrouver Tony Capistrano. Avec Cyntia, il écume tous les dépôts de gage de la ville et trouve celui dans lequel Durango avait déposé son appareil photo. Il apprend qu'une femme était venue avec un ticket pour racheter l'appareil photo mais qu'elle n'avait pas d'argent. Cette femme s'appelle « Juliet » et est prostituée. Grâce à une amie de Cyntia, Malko découvre le lieu de travail de « Juliet » (son vrai prénom est Doina) et l'aborde. Après négociation, il rachète le billet de mise en gage et retourne chez le prêteur sur gages. Malko rachète ainsi l'appareil photo et fait développer les photographies. Quelques heures après, les photos sont développées : on y voit Tony Capistrano, bien vivant et en excellente santé, avec son frère. Malko retourne voir le docteur Gilpatrick et lui présente les photos Effondré, le médecin confirme qu'il a signé un certificat d'inhumer à la légère, compte tenu des liens financiers le liant à Capistrano. Pendant ce temps là, le jeune employé qui a développé les photographies se rend chez Bunny Capistrano et lui révèle qu'il a développé des photos. Bunny Capistrano est en rage et demande à son homme de main dévoué, « Ice-Pick » Joe, de tuer rapidement et discrètement l'employé (chapitres 11 à 13).
L'employé est effectivement assassiné par « Ice-Pick » Joe. Puis Cyntia est enlevée par les hommes de Capistrano. Mike Rabelais apprend à Malko l'ultimatum : il est sommé de remettre les photos et les négatifs, faute de quoi la jeune femme sera tuée. Malko accepte l'échange. Dans le désert, sur une route déserte, l'échange a lieu : Malko livre photos et négatifs, tandis que Cyntia est libérée. Elle a été torturée : ses mains ont été broyées dans un étau et elle restera infirme à vie. Malko la fait immédiatement hospitaliser et la fait quitter La Vegas en direction du service médical d'un chirurgien expert en réparation de la main. Malko apprend qu'un contrat a été mis sur sa tête : 50.000 dollars pour qui le tuera. Malko défie Capistrano en se rendant à son casino. Un chasseur de primes le reconnaît et tente de la tuer. Il est abattu par Ice-Pick » Joe. Le tueur est sur le point de s'en prendre à Malko, mais celui-ci est le plus rapide et tue l'homme de main. Il est placé en garde à vue par le shérif Hennigan (chapitres 14 et 15).
Malko et Hennigan reçoivent la visite de Samuel Rosenberg, dictrict attorney de Las Vegas. Malko affirme que le cercueil de Tony Capistrano est vide. Rosenberg, qui souhaite lutter contre la mafia, décide de faire ouvrir le cercueil de Tony le lendemain. Le lendemain, on découvre le jeune jardinier, Bryan, assassiné. La tombe de Tony a été profanée avec un bulldozer et la tombe est vide. Libéré, Malko rend visite à Sandy Jones, la maîtresse de Bunny. Elle a été violemment battue sur les ordres de Bunny. De dépit et par vengeance, elle révèle à Malko où se trouve Tony : au Mexique, dans la région de Basse-Californie. Malko avise David Wise de ces développements. Le directeur des opérations spéciales de la CIA lui enjoint de se rendre au Mexique et d'en ramener Tony. Alors que Malko retourne à son hôtel, il est face à Kenny, l'autre homme de main de Bunny Capistrano. Il lance en direction de Malko des étoiles en titane capables de trancher un cou. Mais l'homme, héroïnomane, vise mal et rate Malko. L'agent secret se rend à l'aéroport et part en direction du Mexique. Pendant ce temps, Bunny a appris la trahison à son égard de Sandy Jones. Il la tue à l'hôpital devant deux témoins. Et Mike Rabelais, qui a reçu une voiture de Bunny en guise de cadeau, meurt dans l'explosion de la voiture. Aves stupéfaction, alors que Bunny s'apprête à prendre l'avion pour le Mexique afin d'empêcher Malko de continuer son enquête, Bunny est placé en état d'arrestation par Samuel Rosenberg, dictrict attorney de Las Vegas, pour le meurtre de Sandy. Bunny demande à être libéré sous caution. Celle-ci étant fixée par Rosenberg à 500.000 dollars, Bunny la paye en numéraire. Croyant pouvoir sortir libre, il reçoit une seconde inculpation du district attorney : ne pouvant pas justifier l'origine honnête de la somme versée, il est inculpé pour fraude fiscale et blanchiment. Il est placé en détention provisoire ; c'est la dernière fois qu'il apparaît dans le roman (chapitres 16 à 19).

### Fin du roman
Malko se rend au Mexique. Il arrive au repaire secret de Tony qui, croyant qu'il vient de la part de son frère Bunny, accepte de le suivre. Durant le trajet, Malko le fait prisonnier. L'avion bénéficie d'un plan de vol exceptionnel supervisé par la CIA. Le petit Cesna atterrit dans une base secrète de l'armée américaine. Tony est remis à des agents de la CIA. Tandis que Malko retourne à Las Vegas avec la satisfaction du devoir accompli, Tony est emmené dans une zone désertique. Là, garrotté, il est placé dans le tunnel d'un mine d'argent désaffectée. Des explosifs placés dans la mine explosent et Tony est enseveli sous plusieurs dizaines de tonnes de cailloux et de terre. On n'entendra plus jamais parler de lui (chapitres 20 et 21).
Ayant quitté Las Vegas, Malko se rend à Los Angeles pour y rencontrer Cyntia. Téléphonant à la Maison Blanche pour rendre compte à John Gail, il découvre que celui-ci a démissionné de ses fonctions et a quitté le cabinet du président des États-Unis. Discutant avec Cyntia, il constate que la jeune femme restera infirme des mains toute sa vie. En compensation, Malko lui offre les 200.000 dollars destinés initialement à Capistrano, que ni Sandy Jones, ni Frank Rabelais ne pourront percevoir (chapitre 22).